# مورتن تاندبرغ
مورتن تاندبرغ (بالنرويجية البوكمول: Morten Tandberg)‏ هو مدرب كرة قدم ولاعب كرة قدم نرويجي، ولد في 11 مارس 1979. لعب مع نادي فوليرينغا.